# Lista över fornlämningar i Trollhättans kommun
Lista över fornlämningar i Trollhättans kommun är en förteckning av ett urval av de fornlämningar som finns i Trollhättans kommun.

## Fors
| Namn                  | Lämningstyp                 | Tillkomsttid | Historisk indelning | Plats | Läge                 | ID-nr          | Bild                                 |
| --------------------- | --------------------------- | ------------ | ------------------- | ----- | -------------------- | -------------- | ------------------------------------ |
| Fors 1:1              | Stensättning                |              | Fors, Västergötland |       | 58.154753, 12.209706 | 10165800010001 | Ladda upp en bild av detta fornminne |
| Fors 2:1              | Stenkammargrav              |              | Fors, Västergötland |       | 58.128631, 12.208597 | 10165800020001 | Ladda upp en bild av detta fornminne |
| Fors 5:1              | Stensättning                |              | Fors, Västergötland |       | 58.167449, 12.212830 | 10165800050001 | Ladda upp en bild av detta fornminne |
| Fors 6:1              | Stensättning                |              | Fors, Västergötland |       | 58.191734, 12.207493 | 10165800060001 | Ladda upp en bild av detta fornminne |
| Fors 7:1              | Gravfält                    |              | Fors, Västergötland |       | 58.191973, 12.200254 | 10165800070001 | Ladda upp en bild av detta fornminne |
| Fors 8:1              | Gravfält                    |              | Fors, Västergötland |       | 58.190924, 12.199310 | 10165800080001 | Ladda upp en bild av detta fornminne |
| Fors 9:1              | Hög                         |              | Fors, Västergötland |       | 58.196920, 12.246634 | 10165800090001 | Ladda upp en bild av detta fornminne |
| Ekeberget (Fors 10:1) | Hög                         |              | Fors, Västergötland |       | 58.198767, 12.210634 | 10165800100001 | Ladda upp en bild av detta fornminne |
| Fors 16:1             | Stensättning                |              | Fors, Västergötland |       | 58.201212, 12.208150 | 10165800160001 | Ladda upp en bild av detta fornminne |
| Fors 17:1             | Fornborg                    |              | Fors, Västergötland |       | 58.211379, 12.212885 | 10165800170001 | Ladda upp en bild av detta fornminne |
| Fors 19:1             | Hällristning                |              | Fors, Västergötland |       | 58.223540, 12.210257 | 10165800190001 | Ladda upp en bild av detta fornminne |
| Fors 22:1             | Gravfält                    |              | Fors, Västergötland |       | 58.191295, 12.234886 | 10165800220001 | Ladda upp en bild av detta fornminne |
| Fors 23:1             | Stensättning                |              | Fors, Västergötland |       | 58.191323, 12.234223 | 10165800230001 | Ladda upp en bild av detta fornminne |
| Fors 23:2             | Stensättning                |              | Fors, Västergötland |       | 58.191230, 12.234221 | 10165800230002 | Ladda upp en bild av detta fornminne |
| Fors 23:3             | Stensättning                |              | Fors, Västergötland |       | 58.191163, 12.234047 | 10165800230003 | Ladda upp en bild av detta fornminne |
| Fors 24:1             | Gravfält                    |              | Fors, Västergötland |       | 58.212800, 12.165316 | 10165800240001 | Ladda upp en bild av detta fornminne |
| Fors 26:1             | Stenkammargrav              |              | Fors, Västergötland |       | 58.222598, 12.199972 | 10165800260001 | Ladda upp en bild av detta fornminne |
| Fors 27:1             | Stenkammargrav              |              | Fors, Västergötland |       | 58.222931, 12.190650 | 10165800270001 | Ladda upp en bild av detta fornminne |
| Fors 35:1             | Gravfält                    |              | Fors, Västergötland |       | 58.212163, 12.183079 | 10165800350001 | Ladda upp en bild av detta fornminne |
| Fors 56:1             | Stensättning                |              | Fors, Västergötland |       | 58.169994, 12.165220 | 10165800560001 | Ladda upp en bild av detta fornminne |
| Fors 56:2             | Röse                        |              | Fors, Västergötland |       | 58.170160, 12.166054 | 10165800560002 | Ladda upp en bild av detta fornminne |
| Fors 56:3             | Röse                        |              | Fors, Västergötland |       | 58.170020, 12.166269 | 10165800560003 | Ladda upp en bild av detta fornminne |
| Fors 58:1             | Stensättning                |              | Fors, Västergötland |       | 58.167111, 12.172445 | 10165800580001 | Ladda upp en bild av detta fornminne |
| Fors 62:1             | Stensättning                |              | Fors, Västergötland |       | 58.181253, 12.182763 | 10165800620001 | Ladda upp en bild av detta fornminne |
| Fors 63:1             | Stensättning                |              | Fors, Västergötland |       | 58.206319, 12.168520 | 10165800630001 | Ladda upp en bild av detta fornminne |
| Fors 64:1             | Gravfält                    |              | Fors, Västergötland |       | 58.205943, 12.169052 | 10165800640001 | Ladda upp en bild av detta fornminne |
| Fors 65:1             | Stensättning                |              | Fors, Västergötland |       | 58.205987, 12.172190 | 10165800650001 | Ladda upp en bild av detta fornminne |
| Fors 66:1             | Gravfält                    |              | Fors, Västergötland |       | 58.197551, 12.184278 | 10165800660001 | Ladda upp en bild av detta fornminne |
| Fors 67:1             | Stenkammargrav              |              | Fors, Västergötland |       | 58.201529, 12.176089 | 10165800670001 | Ladda upp en bild av detta fornminne |
| Fors 68:1             | Grav markerad av sten/block |              | Fors, Västergötland |       | 58.167068, 12.173778 | 10165800680001 | Ladda upp en bild av detta fornminne |
| Fors 68:2             | Grav markerad av sten/block |              | Fors, Västergötland |       | 58.166989, 12.173733 | 10165800680002 | Ladda upp en bild av detta fornminne |
| Fors 85:1             | Hällristning                |              | Fors, Västergötland |       | 58.206586, 12.167472 | 10165800850001 | Ladda upp en bild av detta fornminne |
| Fors 97:1             | Stensättning                |              | Fors, Västergötland |       | 58.207204, 12.258632 | 10165800970001 | Ladda upp en bild av detta fornminne |
| Fors 104:1            | Stensättning                |              | Fors, Västergötland |       | 58.205514, 12.217029 | 10165801040001 | Ladda upp en bild av detta fornminne |
| Fors 121:1            | Hällristning                |              | Fors, Västergötland |       | 58.191445, 12.207299 | 10165801210001 | Ladda upp en bild av detta fornminne |
| Fors 122:1            | Grav markerad av sten/block |              | Fors, Västergötland |       | 58.198135, 12.185460 | 10165801220001 | Ladda upp en bild av detta fornminne |
| Fors 122:2            | Grav markerad av sten/block |              | Fors, Västergötland |       | 58.198012, 12.185496 | 10165801220002 | Ladda upp en bild av detta fornminne |
| Fors 122:3            | Grav markerad av sten/block |              | Fors, Västergötland |       | 58.198076, 12.185481 | 10165801220003 | Ladda upp en bild av detta fornminne |

## Gärdhem
| Namn                        | Lämningstyp                 | Tillkomsttid | Historisk indelning    | Plats | Läge                 | ID-nr          | Bild                                      |
| --------------------------- | --------------------------- | ------------ | ---------------------- | ----- | -------------------- | -------------- | ----------------------------------------- |
| Kungshögen (Gärdhem 6:1)    | Hög                         |              | Gärdhem, Västergötland |       | 58.286929, 12.368404 | 10167900060001 | Ladda upp en bild av detta fornminne      |
| Klockemot (Gärdhem 7:1)     | Kyrka/kapell                |              | Gärdhem, Västergötland |       | 58.277556, 12.369299 | 10167900070001 | Ladda upp en till bild av detta fornminne |
| Gärdhem 9:1                 | Hög                         |              | Gärdhem, Västergötland |       | 58.271031, 12.366217 | 10167900090001 | Ladda upp en bild av detta fornminne      |
| Gärdhem 9:2                 | Hög                         |              | Gärdhem, Västergötland |       | 58.271135, 12.365953 | 10167900090002 | Ladda upp en bild av detta fornminne      |
| Gärdhem 10:1                | Stensättning                |              | Gärdhem, Västergötland |       | 58.272768, 12.357847 | 10167900100001 | Ladda upp en bild av detta fornminne      |
| Gärdhem 10:2                | Hällristning                |              | Gärdhem, Västergötland |       | 58.272768, 12.357847 | 10167900100002 | Ladda upp en bild av detta fornminne      |
| Gärdhem 11:1                | Hällristning                |              | Gärdhem, Västergötland |       | 58.283178, 12.358802 | 10167900110001 | Ladda upp en bild av detta fornminne      |
| Gärdhem 12:1                | Stensättning                |              | Gärdhem, Västergötland |       | 58.266959, 12.367985 | 10167900120001 | Ladda upp en bild av detta fornminne      |
| Gärdhem 12:2                | Stensättning                |              | Gärdhem, Västergötland |       | 58.267247, 12.367510 | 10167900120002 | Ladda upp en bild av detta fornminne      |
| Gärdhem 13:1                | Stensättning                |              | Gärdhem, Västergötland |       | 58.267944, 12.366510 | 10167900130001 | Ladda upp en bild av detta fornminne      |
| Gärdhem 13:2                | Stensättning                |              | Gärdhem, Västergötland |       | 58.267795, 12.366995 | 10167900130002 | Ladda upp en bild av detta fornminne      |
| Gärdhem 14:1                | Stensättning                |              | Gärdhem, Västergötland |       | 58.268510, 12.365773 | 10167900140001 | Ladda upp en bild av detta fornminne      |
| Gärdhem 14:2                | Stensättning                |              | Gärdhem, Västergötland |       | 58.268262, 12.365225 | 10167900140002 | Ladda upp en bild av detta fornminne      |
| Gärdhem 15:1                | Stensättning                |              | Gärdhem, Västergötland |       | 58.269154, 12.363884 | 10167900150001 | Ladda upp en bild av detta fornminne      |
| Gärdhem 16:1                | Stensättning                |              | Gärdhem, Västergötland |       | 58.267661, 12.358888 | 10167900160001 | Ladda upp en bild av detta fornminne      |
| Gärdhem 16:2                | Stensättning                |              | Gärdhem, Västergötland |       | 58.267587, 12.359166 | 10167900160002 | Ladda upp en bild av detta fornminne      |
| Gärdhem 17:1                | Stensättning                |              | Gärdhem, Västergötland |       | 58.265071, 12.362080 | 10167900170001 | Ladda upp en bild av detta fornminne      |
| Gärdhem 17:2                | Stensättning                |              | Gärdhem, Västergötland |       | 58.264960, 12.361898 | 10167900170002 | Ladda upp en bild av detta fornminne      |
| Gärdhem 18:1                | Stensättning                |              | Gärdhem, Västergötland |       | 58.269933, 12.365603 | 10167900180001 | Ladda upp en bild av detta fornminne      |
| Gärdhem 19:1                | Stensättning                |              | Gärdhem, Västergötland |       | 58.262992, 12.360830 | 10167900190001 | Ladda upp en bild av detta fornminne      |
| Gärdhem 19:2                | Hällristning                |              | Gärdhem, Västergötland |       | 58.262992, 12.360830 | 10167900190002 | Ladda upp en bild av detta fornminne      |
| Gärdhem 19:3                | Stensättning                |              | Gärdhem, Västergötland |       | 58.262942, 12.361103 | 10167900190003 | Ladda upp en bild av detta fornminne      |
| Gärdhem 19:4                | Hällristning                |              | Gärdhem, Västergötland |       | 58.262868, 12.361429 | 10167900190004 | Ladda upp en bild av detta fornminne      |
| Gärdhem 20:1                | Hög                         |              | Gärdhem, Västergötland |       | 58.262706, 12.359764 | 10167900200001 | Ladda upp en bild av detta fornminne      |
| Gärdhem 23:1                | Gravfält                    |              | Gärdhem, Västergötland |       | 58.259806, 12.358491 | 10167900230001 | Ladda upp en bild av detta fornminne      |
| Gärdhem 25:1                | Hällristning                |              | Gärdhem, Västergötland |       | 58.252761, 12.347743 | 10167900250001 | Ladda upp en bild av detta fornminne      |
| Gärdhem 27:1                | Stensättning                |              | Gärdhem, Västergötland |       | 58.252702, 12.344817 | 10167900270001 | Ladda upp en bild av detta fornminne      |
| Gärdhem 29:1                | Hällristning                |              | Gärdhem, Västergötland |       | 58.251290, 12.336569 | 10167900290001 | Ladda upp en bild av detta fornminne      |
| Gärdhem 29:2                | Hällristning                |              | Gärdhem, Västergötland |       | 58.251302, 12.336588 | 10167900290002 | Ladda upp en bild av detta fornminne      |
| Gärdhem 30:1                | Kyrka/kapell                |              | Gärdhem, Västergötland |       | 58.251178, 12.337796 | 10167900300001 | Ladda upp en till bild av detta fornminne |
| Gärdhem 30:2                | Begravningsplats            |              | Gärdhem, Västergötland |       | 58.251029, 12.337672 | 10167900300002 | Ladda upp en bild av detta fornminne      |
| Dannekullen (Gärdhem 33:1)  | Stensättning                |              | Gärdhem, Västergötland |       | 58.248296, 12.333519 | 10167900330001 | Ladda upp en bild av detta fornminne      |
| Gärdhem 36:1                | Stensättning                |              | Gärdhem, Västergötland |       | 58.243419, 12.330451 | 10167900360001 | Ladda upp en bild av detta fornminne      |
| Gärdhem 36:2                | Hällristning                |              | Gärdhem, Västergötland |       | 58.243327, 12.330453 | 10167900360002 | Ladda upp en bild av detta fornminne      |
| Gärdhem 38:1                | Stensättning                |              | Gärdhem, Västergötland |       | 58.251638, 12.374145 | 10167900380001 | Ladda upp en bild av detta fornminne      |
| Gärdhem 38:2                | Stenkrets                   |              | Gärdhem, Västergötland |       | 58.251511, 12.374080 | 10167900380002 | Ladda upp en bild av detta fornminne      |
| Gärdhem 39:1                | Hällristning                |              | Gärdhem, Västergötland |       | 58.252533, 12.370354 | 10167900390001 | Ladda upp en bild av detta fornminne      |
| Gärdhem 39:2                | Hällristning                |              | Gärdhem, Västergötland |       | 58.252445, 12.370305 | 10167900390002 | Ladda upp en bild av detta fornminne      |
| Gärdhem 40:1                | Hällristning                |              | Gärdhem, Västergötland |       | 58.250938, 12.380562 | 10167900400001 | Ladda upp en bild av detta fornminne      |
| Gärdhem 41:1                | Hällristning                |              | Gärdhem, Västergötland |       | 58.249661, 12.379145 | 10167900410001 | Ladda upp en bild av detta fornminne      |
| Gärdhem 42:1                | Stensättning                |              | Gärdhem, Västergötland |       | 58.246429, 12.364867 | 10167900420001 | Ladda upp en bild av detta fornminne      |
| Gärdhem 43:1                | Stensättning                |              | Gärdhem, Västergötland |       | 58.246078, 12.363358 | 10167900430001 | Ladda upp en bild av detta fornminne      |
| Gärdhem 44:1                | Hällristning                |              | Gärdhem, Västergötland |       | 58.246342, 12.361903 | 10167900440001 | Ladda upp en bild av detta fornminne      |
| Gärdhem 46:1                | Hällristning                |              | Gärdhem, Västergötland |       | 58.241075, 12.343729 | 10167900460001 | Ladda upp en bild av detta fornminne      |
| Gärdhem 48:1                | Grav markerad av sten/block |              | Gärdhem, Västergötland |       | 58.255065, 12.321230 | 10167900480001 | Ladda upp en bild av detta fornminne      |
| Gärdhem 48:2                | Stensättning                |              | Gärdhem, Västergötland |       | 58.255132, 12.320991 | 10167900480002 | Ladda upp en bild av detta fornminne      |
| Gärdhem 49:1                | Hällristning                |              | Gärdhem, Västergötland |       | 58.257656, 12.323454 | 10167900490001 | Ladda upp en bild av detta fornminne      |
| Gärdhem 52:1                | Hällristning                |              | Gärdhem, Västergötland |       | 58.269026, 12.325277 | 10167900520001 | Ladda upp en bild av detta fornminne      |
| Gärdhem 52:2                | Hällristning                |              | Gärdhem, Västergötland |       | 58.269052, 12.325422 | 10167900520002 | Ladda upp en bild av detta fornminne      |
| Gärdhem 52:3                | Hällristning                |              | Gärdhem, Västergötland |       | 58.268827, 12.324952 | 10167900520003 | Ladda upp en bild av detta fornminne      |
| Gärdhem 53:1                | Hällristning                |              | Gärdhem, Västergötland |       | 58.276515, 12.348829 | 10167900530001 | Ladda upp en bild av detta fornminne      |
| Gärdhem 55:1                | Hällristning                |              | Gärdhem, Västergötland |       | 58.272048, 12.348753 | 10167900550001 | Ladda upp en bild av detta fornminne      |
| Gärdhem 57:1                | Hällristning                |              | Gärdhem, Västergötland |       | 58.243286, 12.335365 | 10167900570001 | Ladda upp en bild av detta fornminne      |
| Gärdhem 60:1                | Gravfält                    |              | Gärdhem, Västergötland |       | 58.224611, 12.317498 | 10167900600001 | Ladda upp en till bild av detta fornminne |
| Gärdhem 62:1                | Stensättning                |              | Gärdhem, Västergötland |       | 58.224928, 12.309674 | 10167900620001 | Ladda upp en bild av detta fornminne      |
| Gärdhem 63:1                | Stensättning                |              | Gärdhem, Västergötland |       | 58.225597, 12.311537 | 10167900630001 | Ladda upp en bild av detta fornminne      |
| Gärdhem 63:2                | Stensättning                |              | Gärdhem, Västergötland |       | 58.225653, 12.311103 | 10167900630002 | Ladda upp en bild av detta fornminne      |
| Gärdhem 69:1                | Stensättning                |              | Gärdhem, Västergötland |       | 58.225657, 12.283754 | 10167900690001 | Ladda upp en bild av detta fornminne      |
| Gärdhem 69:2                | Stensättning                |              | Gärdhem, Västergötland |       | 58.225764, 12.283653 | 10167900690002 | Ladda upp en bild av detta fornminne      |
| Gärdhem 69:3                | Stensättning                |              | Gärdhem, Västergötland |       | 58.225824, 12.283269 | 10167900690003 | Ladda upp en bild av detta fornminne      |
| Gärdhem 69:4                | Stensättning                |              | Gärdhem, Västergötland |       | 58.225720, 12.283255 | 10167900690004 | Ladda upp en bild av detta fornminne      |
| Gärdhem 73:1                | Stenkammargrav              |              | Gärdhem, Västergötland |       | 58.236908, 12.274250 | 10167900730001 | Ladda upp en bild av detta fornminne      |
| Gärdhem 79:2                | Stensättning                |              | Gärdhem, Västergötland |       | 58.243365, 12.252275 | 10167900790002 | Ladda upp en bild av detta fornminne      |
| Gärdhem 79:3                | Stensättning                |              | Gärdhem, Västergötland |       | 58.243400, 12.252688 | 10167900790003 | Ladda upp en bild av detta fornminne      |
| Gärdhem 94:1                | Hällristning                |              | Gärdhem, Västergötland |       | 58.249396, 12.362734 | 10167900940001 | Ladda upp en bild av detta fornminne      |
| Gärdhem 97:1                | Hällristning                |              | Gärdhem, Västergötland |       | 58.291084, 12.347060 | 10167900970001 | Ladda upp en bild av detta fornminne      |
| Gärdhem 98:1                | Hällristning                |              | Gärdhem, Västergötland |       | 58.291328, 12.348630 | 10167900980001 | Ladda upp en bild av detta fornminne      |
| Gärdhem 102:1               | Stenkrets                   |              | Gärdhem, Västergötland |       | 58.213493, 12.277553 | 10167901020001 | Ladda upp en bild av detta fornminne      |
| Gärdhem 102:2               | Stenkrets                   |              | Gärdhem, Västergötland |       | 58.213571, 12.277597 | 10167901020002 | Ladda upp en bild av detta fornminne      |
| Gärdhem 103:1               | Stenkrets                   |              | Gärdhem, Västergötland |       | 58.217900, 12.281929 | 10167901030001 | Ladda upp en bild av detta fornminne      |
| Gärdhem 106:1               | Grav markerad av sten/block |              | Gärdhem, Västergötland |       | 58.212224, 12.276492 | 10167901060001 | Ladda upp en bild av detta fornminne      |
| Gärdhem 106:2               | Grav markerad av sten/block |              | Gärdhem, Västergötland |       | 58.212216, 12.276343 | 10167901060002 | Ladda upp en bild av detta fornminne      |
| Gärdhem 106:3               | Grav markerad av sten/block |              | Gärdhem, Västergötland |       | 58.212143, 12.276285 | 10167901060003 | Ladda upp en bild av detta fornminne      |
| Gärdhem 107:1               | Hällristning                |              | Gärdhem, Västergötland |       | 58.285529, 12.334867 | 10167901070001 | Ladda upp en bild av detta fornminne      |
| Gärdhem 109:1               | Hällristning                |              | Gärdhem, Västergötland |       | 58.294614, 12.363035 | 10167901090001 | Ladda upp en bild av detta fornminne      |
| Gärdhem 133:1               | Hällristning                |              | Gärdhem, Västergötland |       | 58.272987, 12.329480 | 10167901330001 | Ladda upp en bild av detta fornminne      |
| Gärdhem 137:1               | Hällristning                |              | Gärdhem, Västergötland |       | 58.256983, 12.380791 | 10167901370001 | Ladda upp en bild av detta fornminne      |
| Gärdhem 137:2               | Hällristning                |              | Gärdhem, Västergötland |       | 58.257072, 12.381031 | 10167901370002 | Ladda upp en bild av detta fornminne      |
| Gärdhem 149:1               | Hällristning                |              | Gärdhem, Västergötland |       | 58.253313, 12.320227 | 10167901490001 | Ladda upp en bild av detta fornminne      |
| Mässeberget (Gärdhem 151:1) | Hällristning                |              | Gärdhem, Västergötland |       | 58.248927, 12.339008 | 10167901510001 | Ladda upp en bild av detta fornminne      |
| Gärdhem 153:1               | Hällristning                |              | Gärdhem, Västergötland |       | 58.243229, 12.354661 | 10167901530001 | Ladda upp en bild av detta fornminne      |
| Gärdhem 173:1               | Fornborg                    |              | Gärdhem, Västergötland |       | 58.204843, 12.277879 | 10167901730001 | Ladda upp en bild av detta fornminne      |
| Gärdhem 177:1               | Stensättning                |              | Gärdhem, Västergötland |       | 58.209748, 12.272096 | 10167901770001 | Ladda upp en bild av detta fornminne      |
| Gärdhem 261:1               | Stensättning                |              | Gärdhem, Västergötland |       | 58.209338, 12.272510 | 10167902610001 | Ladda upp en bild av detta fornminne      |
| Gärdhem 265:1               | Hällristning                |              | Gärdhem, Västergötland |       | 58.249115, 12.314248 | 10167902650001 | Ladda upp en bild av detta fornminne      |
| Gärdhem 265:2               | Hällristning                |              | Gärdhem, Västergötland |       | 58.249182, 12.314259 | 10167902650002 | Ladda upp en bild av detta fornminne      |
| Gärdhem 268:1               | Hällristning                |              | Gärdhem, Västergötland |       | 58.249669, 12.312415 | 10167902680001 | Ladda upp en bild av detta fornminne      |
| Gärdhem 275                 | Stensättning                |              | Gärdhem, Västergötland |       | 58.239972, 12.237166 | 12000000022187 | Ladda upp en bild av detta fornminne      |
| Gärdhem 276                 | Stensättning                |              | Gärdhem, Västergötland |       | 58.239979, 12.237159 | 12000000022188 | Ladda upp en bild av detta fornminne      |
| Gärdhem 288                 | Hällristning                |              | Gärdhem, Västergötland |       | 58.243329, 12.251552 | 12000000080892 | Ladda upp en bild av detta fornminne      |

## Lagmansered
| Namn                             | Lämningstyp    | Tillkomsttid | Historisk indelning        | Plats | Läge                 | ID-nr          | Bild                                 |
| -------------------------------- | -------------- | ------------ | -------------------------- | ----- | -------------------- | -------------- | ------------------------------------ |
| Hövdingekullen (Lagmansered 4:1) | Stenkrets      |              | Lagmansered, Västergötland |       | 58.163509, 12.434676 | 10171700040001 | Ladda upp en bild av detta fornminne |
| Lagmansered 8:1                  | Stenkammargrav |              | Lagmansered, Västergötland |       | 58.137342, 12.422757 | 10171700080001 | Ladda upp en bild av detta fornminne |
| Lagmansered 9:1                  | Gravfält       |              | Lagmansered, Västergötland |       | 58.136242, 12.420662 | 10171700090001 | Ladda upp en bild av detta fornminne |
| Lagmansered 11:1                 | Stenkammargrav |              | Lagmansered, Västergötland |       | 58.136016, 12.416790 | 10171700110001 | Ladda upp en bild av detta fornminne |
| Lagmansered 12:1                 | Stenkammargrav |              | Lagmansered, Västergötland |       | 58.134399, 12.409802 | 10171700120001 | Ladda upp en bild av detta fornminne |
| Lagmansered 12:2                 | Hällristning   |              | Lagmansered, Västergötland |       | 58.134399, 12.409802 | 10171700120002 | Ladda upp en bild av detta fornminne |
| Lagmansered 13:1                 | Kyrka/kapell   |              | Lagmansered, Västergötland |       | 58.134386, 12.458372 | 10171700130001 | Ladda upp en bild av detta fornminne |
| Lagmansered 16:1                 | Stenkammargrav |              | Lagmansered, Västergötland |       | 58.127099, 12.385044 | 10171700160001 | Ladda upp en bild av detta fornminne |
| Lagmansered 18:1                 | Röse           |              | Lagmansered, Västergötland |       | 58.119000, 12.383808 | 10171700180001 | Ladda upp en bild av detta fornminne |
| Lagmansered 20:1                 | Hällristning   |              | Lagmansered, Västergötland |       | 58.136135, 12.402228 | 10171700200001 | Ladda upp en bild av detta fornminne |
| Lagmansered 20:2                 | Hällristning   |              | Lagmansered, Västergötland |       | 58.136121, 12.402206 | 10171700200002 | Ladda upp en bild av detta fornminne |
| Lagmansered 31:1                 | Röse           |              | Lagmansered, Västergötland |       | 58.133483, 12.407333 | 10171700310001 | Ladda upp en bild av detta fornminne |
| Lagmansered 47:1                 | Stensättning   |              | Lagmansered, Västergötland |       | 58.140355, 12.405711 | 10171700470001 | Ladda upp en bild av detta fornminne |
| Lagmansered 59:1                 | Stensättning   |              | Lagmansered, Västergötland |       | 58.164573, 12.429057 | 10171700590001 | Ladda upp en bild av detta fornminne |
| Lagmansered 75:1                 | Stenkammargrav |              | Lagmansered, Västergötland |       | 58.183914, 12.494803 | 10171700750001 | Ladda upp en bild av detta fornminne |
| Lagmansered 78:1                 | Stenkammargrav |              | Lagmansered, Västergötland |       | 58.185432, 12.518125 | 10171700780001 | Ladda upp en bild av detta fornminne |

## Norra Björke
| Namn              | Lämningstyp    | Tillkomsttid | Historisk indelning         | Plats | Läge                 | ID-nr          | Bild                                 |
| ----------------- | -------------- | ------------ | --------------------------- | ----- | -------------------- | -------------- | ------------------------------------ |
| Norra Björke 1:1  | Stenkammargrav |              | Norra Björke, Västergötland |       | 58.283893, 12.481633 | 10174400010001 | Ladda upp en bild av detta fornminne |
| Norra Björke 4:1  | Gravfält       |              | Norra Björke, Västergötland |       | 58.301848, 12.523973 | 10174400040001 | Ladda upp en bild av detta fornminne |
| Norra Björke 5:1  | Stensättning   |              | Norra Björke, Västergötland |       | 58.305519, 12.532849 | 10174400050001 | Ladda upp en bild av detta fornminne |
| Norra Björke 8:1  | Stenkammargrav |              | Norra Björke, Västergötland |       | 58.257748, 12.501350 | 10174400080001 | Ladda upp en bild av detta fornminne |
| Norra Björke 10:1 | Stenkammargrav |              | Norra Björke, Västergötland |       | 58.250164, 12.532054 | 10174400100001 | Ladda upp en bild av detta fornminne |
| Norra Björke 13:1 | Hög            |              | Norra Björke, Västergötland |       | 58.288649, 12.519980 | 10174400130001 | Ladda upp en bild av detta fornminne |
| Norra Björke 38:1 | Hällristning   |              | Norra Björke, Västergötland |       | 58.240999, 12.491075 | 10174400380001 | Ladda upp en bild av detta fornminne |
| Norra Björke 49:1 | Hällristning   |              | Norra Björke, Västergötland |       | 58.264545, 12.495846 | 10174400490001 | Ladda upp en bild av detta fornminne |
| Norra Björke 56:1 | Stensättning   |              | Norra Björke, Västergötland |       | 58.295495, 12.487467 | 10174400560001 | Ladda upp en bild av detta fornminne |
| Norra Björke 56:2 | Stensättning   |              | Norra Björke, Västergötland |       | 58.295458, 12.487221 | 10174400560002 | Ladda upp en bild av detta fornminne |
| Norra Björke 59:1 | Stensättning   |              | Norra Björke, Västergötland |       | 58.292450, 12.515553 | 10174400590001 | Ladda upp en bild av detta fornminne |
| Norra Björke 59:2 | Hög            |              | Norra Björke, Västergötland |       | 58.292538, 12.515730 | 10174400590002 | Ladda upp en bild av detta fornminne |
| Norra Björke 60:1 | Gravfält       |              | Norra Björke, Västergötland |       | 58.299242, 12.519884 | 10174400600001 | Ladda upp en bild av detta fornminne |

## Rommele
| Namn                        | Lämningstyp    | Tillkomsttid | Historisk indelning    | Plats | Läge                 | ID-nr          | Bild                                 |
| --------------------------- | -------------- | ------------ | ---------------------- | ----- | -------------------- | -------------- | ------------------------------------ |
| Rommele 1:1                 | Stenkammargrav |              | Rommele, Västergötland |       | 58.174373, 12.213293 | 10175600010001 | Ladda upp en bild av detta fornminne |
| Torskullen (Rommele 2:1)    | Gravfält       |              | Rommele, Västergötland |       | 58.177948, 12.223474 | 10175600020001 | Ladda upp en bild av detta fornminne |
| Rommele 3:1                 | Stensättning   |              | Rommele, Västergötland |       | 58.175480, 12.230168 | 10175600030001 | Ladda upp en bild av detta fornminne |
| Rommele 3:2                 | Stensättning   |              | Rommele, Västergötland |       | 58.175924, 12.230217 | 10175600030002 | Ladda upp en bild av detta fornminne |
| Rommele 3:3                 | Stensättning   |              | Rommele, Västergötland |       | 58.176090, 12.230401 | 10175600030003 | Ladda upp en bild av detta fornminne |
| Rommele 3:4                 | Stensättning   |              | Rommele, Västergötland |       | 58.176481, 12.229892 | 10175600030004 | Ladda upp en bild av detta fornminne |
| Rommele 3:5                 | Stensättning   |              | Rommele, Västergötland |       | 58.176495, 12.229430 | 10175600030005 | Ladda upp en bild av detta fornminne |
| Rommele 10:1                | Stensättning   |              | Rommele, Västergötland |       | 58.169898, 12.242436 | 10175600100001 | Ladda upp en bild av detta fornminne |
| Rommele 22:1                | Stensättning   |              | Rommele, Västergötland |       | 58.149337, 12.232368 | 10175600220001 | Ladda upp en bild av detta fornminne |
| Vidareberget (Rommele 29:1) | Stensättning   |              | Rommele, Västergötland |       | 58.169566, 12.214029 | 10175600290001 | Ladda upp en bild av detta fornminne |

## Trollhättan
| Namn                                    | Lämningstyp                 | Tillkomsttid | Historisk indelning        | Plats                       | Läge                 | ID-nr          | Bild                                      |
| --------------------------------------- | --------------------------- | ------------ | -------------------------- | --------------------------- | -------------------- | -------------- | ----------------------------------------- |
| Trollhättan 11:1                        | Stensättning                |              | Trollhättan, Västergötland |                             | 58.306456, 12.257837 | 10180100110001 | Ladda upp en bild av detta fornminne      |
| Trollhättan 23:1                        | Gravfält                    |              | Trollhättan, Västergötland |                             | 58.320223, 12.299048 | 10180100230001 | Ladda upp en bild av detta fornminne      |
| Trollhättan 25:1                        | Stensättning                |              | Trollhättan, Västergötland |                             | 58.319392, 12.301313 | 10180100250001 | Ladda upp en bild av detta fornminne      |
| Trollhättan 28:1                        | Stensättning                |              | Trollhättan, Västergötland |                             | 58.304795, 12.288098 | 10180100280001 | Ladda upp en bild av detta fornminne      |
| Trollhättan 37:1                        | Hällristning                |              | Trollhättan, Västergötland |                             | 58.281501, 12.255009 | 10180100370001 | Ladda upp en bild av detta fornminne      |
| Trollhättan 38:1                        | Stensättning                |              | Trollhättan, Västergötland |                             | 58.281987, 12.253280 | 10180100380001 | Ladda upp en bild av detta fornminne      |
| Trollhättan 39:1                        | Hällristning                |              | Trollhättan, Västergötland |                             | 58.282896, 12.256317 | 10180100390001 | Ladda upp en bild av detta fornminne      |
| Trollhättan 40:1                        | Hällristning                |              | Trollhättan, Västergötland |                             | 58.284455, 12.260062 | 10180100400001 | Ladda upp en bild av detta fornminne      |
| Trollhättan 41:1                        | Hällristning                |              | Trollhättan, Västergötland |                             | 58.281378, 12.254067 | 10180100410001 | Ladda upp en bild av detta fornminne      |
| Trollhättan 44:1                        | Gravfält                    |              | Trollhättan, Västergötland |                             | 58.294661, 12.243304 | 10180100440001 | Ladda upp en bild av detta fornminne      |
| Trollhättan 46:1                        | Hällristning                |              | Trollhättan, Västergötland |                             | 58.279861, 12.242277 | 10180100460001 | Ladda upp en bild av detta fornminne      |
| Trollhättan 48:1                        | Hällristning                |              | Trollhättan, Västergötland |                             | 58.277875, 12.253551 | 10180100480001 | Ladda upp en bild av detta fornminne      |
| Trollhättan 49:1                        | Hällristning                |              | Trollhättan, Västergötland |                             | 58.279871, 12.252748 | 10180100490001 | Ladda upp en bild av detta fornminne      |
| Trollhättan 49:2                        | Hällristning                |              | Trollhättan, Västergötland |                             | 58.280073, 12.252476 | 10180100490002 | Ladda upp en bild av detta fornminne      |
| Trollhättan 50:1                        | Stenkammargrav              |              | Trollhättan, Västergötland |                             | 58.275664, 12.264944 | 10180100500001 | Ladda upp en bild av detta fornminne      |
| Trollhättan 50:2                        | Stensättning                |              | Trollhättan, Västergötland |                             | 58.275692, 12.264679 | 10180100500002 | Ladda upp en bild av detta fornminne      |
| Trollhättan 51:1                        | Fornborg                    |              | Trollhättan, Västergötland |                             | 58.273877, 12.258598 | 10180100510001 | Ladda upp en bild av detta fornminne      |
| Trollhättan 52:1                        | Stenkammargrav              |              | Trollhättan, Västergötland |                             | 58.267646, 12.244133 | 10180100520001 | Ladda upp en bild av detta fornminne      |
| Trollhättan 53:1                        | Stenkrets                   |              | Trollhättan, Västergötland |                             | 58.264828, 12.237089 | 10180100530001 | Ladda upp en bild av detta fornminne      |
| Trollhättan 53:2                        | Stenkrets                   |              | Trollhättan, Västergötland |                             | 58.264860, 12.237311 | 10180100530002 | Ladda upp en bild av detta fornminne      |
| Trollhättan 53:4                        | Stensättning                |              | Trollhättan, Västergötland |                             | 58.264918, 12.236938 | 10180100530004 | Ladda upp en bild av detta fornminne      |
| Trollhättan 55:1                        | Gravfält                    |              | Trollhättan, Västergötland |                             | 58.300657, 12.284493 | 10180100550001 | Ladda upp en bild av detta fornminne      |
| Trollhättan 57:1                        | Stensättning                |              | Trollhättan, Västergötland |                             | 58.304285, 12.287998 | 10180100570001 | Ladda upp en bild av detta fornminne      |
| Trollhättan 57:2                        | Stensättning                |              | Trollhättan, Västergötland |                             | 58.304178, 12.288102 | 10180100570002 | Ladda upp en bild av detta fornminne      |
| Trollhättan 58:1                        | Röse                        |              | Trollhättan, Västergötland |                             | 58.284099, 12.278095 | 10180100580001 | Ladda upp en bild av detta fornminne      |
| Trollhättan 58:2                        | Hällristning                |              | Trollhättan, Västergötland |                             | 58.284145, 12.277945 | 10180100580002 | Ladda upp en bild av detta fornminne      |
| Trollhättan 58:3                        | Hällristning                |              | Trollhättan, Västergötland |                             | 58.284112, 12.277888 | 10180100580003 | Ladda upp en bild av detta fornminne      |
| Trollhättan 58:4                        | Hällristning                |              | Trollhättan, Västergötland |                             | 58.284112, 12.277935 | 10180100580004 | Ladda upp en bild av detta fornminne      |
| Starkodders sten (Trollhättan 62:1)     | Minnesmärke, bautasten      |              | Trollhättan, Västergötland | Starkoddesparken, Karlstorp | 58.271373, 12.280025 | 10180100620001 | Ladda upp en bild av detta fornminne      |
| Trollhättan 63:1                        | Hällristning                |              | Trollhättan, Västergötland |                             | 58.263514, 12.295794 | 10180100630001 | Ladda upp en bild av detta fornminne      |
| Trollhättan 64:1                        | Hällristning                |              | Trollhättan, Västergötland |                             | 58.264466, 12.289453 | 10180100640001 | Ladda upp en bild av detta fornminne      |
| Trollhättan 65:1                        | Stensättning                |              | Trollhättan, Västergötland |                             | 58.294235, 12.240428 | 10180100650001 | Ladda upp en bild av detta fornminne      |
| Trollhättan 65:2                        | Stensättning                |              | Trollhättan, Västergötland |                             | 58.294242, 12.240707 | 10180100650002 | Ladda upp en bild av detta fornminne      |
| Ekholmens slottsruin (Trollhättan 66:1) | Slott/herresäte             |              | Trollhättan, Västergötland |                             | 58.302948, 12.304442 | 10180100660001 | Ladda upp en bild av detta fornminne      |
| Trollhättan 68:1                        | Stensättning                |              | Trollhättan, Västergötland |                             | 58.303933, 12.288781 | 10180100680001 | Ladda upp en bild av detta fornminne      |
| Trollhättan 69:1                        | Stensättning                |              | Trollhättan, Västergötland |                             | 58.304354, 12.289920 | 10180100690001 | Ladda upp en bild av detta fornminne      |
| Trollhättan 69:2                        | Stensättning                |              | Trollhättan, Västergötland |                             | 58.304118, 12.289734 | 10180100690002 | Ladda upp en bild av detta fornminne      |
| Trollhättan 70:1                        | Stensättning                |              | Trollhättan, Västergötland |                             | 58.277971, 12.306589 | 10180100700001 | Ladda upp en till bild av detta fornminne |
| Trollhättan 70:2                        | Hällristning                |              | Trollhättan, Västergötland |                             | 58.277848, 12.306192 | 10180100700002 | Ladda upp en bild av detta fornminne      |
| Trollhättan 70:3                        | Grav markerad av sten/block |              | Trollhättan, Västergötland |                             | 58.277974, 12.306049 | 10180100700003 | Ladda upp en till bild av detta fornminne |
| Trollhättan 72:1                        | Grav markerad av sten/block |              | Trollhättan, Västergötland |                             | 58.278110, 12.309829 | 10180100720001 | Ladda upp en till bild av detta fornminne |
| Trollhättan 72:2                        | Grav markerad av sten/block |              | Trollhättan, Västergötland |                             | 58.278011, 12.310039 | 10180100720002 | Ladda upp en till bild av detta fornminne |
| Trollhättan 75:1                        | Hällristning                |              | Trollhättan, Västergötland |                             | 58.304822, 12.322388 | 10180100750001 | Ladda upp en bild av detta fornminne      |
| Trollhättan 75:2                        | Hällristning                |              | Trollhättan, Västergötland |                             | 58.304736, 12.322377 | 10180100750002 | Ladda upp en bild av detta fornminne      |
| Trollhättan 76:1                        | Hällristning                |              | Trollhättan, Västergötland |                             | 58.294878, 12.316281 | 10180100760001 | Ladda upp en bild av detta fornminne      |
| Trollhättan 77:1                        | Hällristning                |              | Trollhättan, Västergötland |                             | 58.295887, 12.316999 | 10180100770001 | Ladda upp en bild av detta fornminne      |
| Trollhättan 79:1                        | Stenkrets                   |              | Trollhättan, Västergötland |                             | 58.319577, 12.299113 | 10180100790001 | Ladda upp en bild av detta fornminne      |
| Trollhättan 79:2                        | Stenkrets                   |              | Trollhättan, Västergötland |                             | 58.319546, 12.299308 | 10180100790002 | Ladda upp en bild av detta fornminne      |
| Trollhättan 79:3                        | Stensättning                |              | Trollhättan, Västergötland |                             | 58.319538, 12.299503 | 10180100790003 | Ladda upp en bild av detta fornminne      |
| Trollhättan 79:5                        | Stensättning                |              | Trollhättan, Västergötland |                             | 58.319580, 12.299776 | 10180100790005 | Ladda upp en bild av detta fornminne      |
| Trollhättan 81:1                        | Hällristning                |              | Trollhättan, Västergötland |                             | 58.294197, 12.311556 | 10180100810001 | Ladda upp en bild av detta fornminne      |
| Trollhättan 82:1                        | Stensättning                |              | Trollhättan, Västergötland |                             | 58.263115, 12.296399 | 10180100820001 | Ladda upp en bild av detta fornminne      |
| Trollhättan 83:1                        | Hällristning                |              | Trollhättan, Västergötland |                             | 58.295406, 12.313354 | 10180100830001 | Ladda upp en bild av detta fornminne      |
| Trollhättan 83:2                        | Hällristning                |              | Trollhättan, Västergötland |                             | 58.295438, 12.313134 | 10180100830002 | Ladda upp en bild av detta fornminne      |
| Trollhättan 83:3                        | Hällristning                |              | Trollhättan, Västergötland |                             | 58.295507, 12.313255 | 10180100830003 | Ladda upp en bild av detta fornminne      |
| Trollhättan 85:1                        | Hällristning                |              | Trollhättan, Västergötland |                             | 58.293598, 12.310233 | 10180100850001 | Ladda upp en bild av detta fornminne      |
| Trollhättan 85:2                        | Hällristning                |              | Trollhättan, Västergötland |                             | 58.293542, 12.310374 | 10180100850002 | Ladda upp en bild av detta fornminne      |
| Trollhättan 86:1                        | Hällristning                |              | Trollhättan, Västergötland |                             | 58.293594, 12.311295 | 10180100860001 | Ladda upp en bild av detta fornminne      |
| Trollhättan 88:1                        | Hällristning                |              | Trollhättan, Västergötland |                             | 58.291141, 12.329970 | 10180100880001 | Ladda upp en bild av detta fornminne      |
| Trollhättan 89:1                        | Hällristning                |              | Trollhättan, Västergötland |                             | 58.283516, 12.317846 | 10180100890001 | Ladda upp en bild av detta fornminne      |
| Trollhättan 89:2                        | Hällristning                |              | Trollhättan, Västergötland |                             | 58.283559, 12.317979 | 10180100890002 | Ladda upp en bild av detta fornminne      |
| Trollhättan 90:1                        | Hällristning                |              | Trollhättan, Västergötland |                             | 58.276760, 12.308154 | 10180100900001 | Ladda upp en bild av detta fornminne      |
| Trollhättan 91:1                        | Hällristning                |              | Trollhättan, Västergötland |                             | 58.273374, 12.307325 | 10180100910001 | Ladda upp en bild av detta fornminne      |
| Trollhättan 92:1                        | Hällristning                |              | Trollhättan, Västergötland |                             | 58.280816, 12.320287 | 10180100920001 | Ladda upp en bild av detta fornminne      |
| Trollhättan 93:1                        | Stensättning                |              | Trollhättan, Västergötland |                             | 58.274220, 12.315547 | 10180100930001 | Ladda upp en bild av detta fornminne      |
| Trollhättan 93:2                        | Hällristning                |              | Trollhättan, Västergötland |                             | 58.274396, 12.315622 | 10180100930002 | Ladda upp en bild av detta fornminne      |
| Trollhättan 95:1                        | Stensättning                |              | Trollhättan, Västergötland |                             | 58.273050, 12.321622 | 10180100950001 | Ladda upp en bild av detta fornminne      |
| Trollhättan 108:1                       | Hällristning                |              | Trollhättan, Västergötland |                             | 58.307647, 12.329991 | 10180101080001 | Ladda upp en bild av detta fornminne      |
| Trollhättan 124:1                       | Hällristning                |              | Trollhättan, Västergötland |                             | 58.289865, 12.299297 | 10180101240001 | Ladda upp en bild av detta fornminne      |
| Trollhättan 137:1                       | Hällristning                |              | Trollhättan, Västergötland |                             | 58.295647, 12.315233 | 10180101370001 | Ladda upp en bild av detta fornminne      |
| Trollhättan 138:1                       | Hällristning                |              | Trollhättan, Västergötland |                             | 58.301501, 12.325072 | 10180101380001 | Ladda upp en bild av detta fornminne      |
| Trollhättan 139:1                       | Hällristning                |              | Trollhättan, Västergötland |                             | 58.305200, 12.329226 | 10180101390001 | Ladda upp en bild av detta fornminne      |
| Trollhättan 140:1                       | Hällristning                |              | Trollhättan, Västergötland |                             | 58.280601, 12.319311 | 10180101400001 | Ladda upp en bild av detta fornminne      |
| Trollhättan 141:1                       | Hällristning                |              | Trollhättan, Västergötland |                             | 58.287988, 12.333942 | 10180101410001 | Ladda upp en bild av detta fornminne      |
| Trollhättan 142:1                       | Hällristning                |              | Trollhättan, Västergötland |                             | 58.290481, 12.313659 | 10180101420001 | Ladda upp en bild av detta fornminne      |
| Trollhättan 143:1                       | Hällristning                |              | Trollhättan, Västergötland |                             | 58.306607, 12.329293 | 10180101430001 | Ladda upp en bild av detta fornminne      |
| Trollhättan 144:1                       | Hällristning                |              | Trollhättan, Västergötland |                             | 58.276216, 12.247491 | 10180101440001 | Ladda upp en bild av detta fornminne      |
| Trollhättan 145:1                       | Hällristning                |              | Trollhättan, Västergötland |                             | 58.277843, 12.320842 | 10180101450001 | Ladda upp en bild av detta fornminne      |
| Trollhättan 146:1                       | Hällristning                |              | Trollhättan, Västergötland |                             | 58.312556, 12.325727 | 10180101460001 | Ladda upp en bild av detta fornminne      |
| Trollhättan 146:2                       | Hällristning                |              | Trollhättan, Västergötland |                             | 58.312574, 12.325715 | 10180101460002 | Ladda upp en bild av detta fornminne      |
| Trollhättan 147:1                       | Hällristning                |              | Trollhättan, Västergötland |                             | 58.298589, 12.317338 | 10180101470001 | Ladda upp en bild av detta fornminne      |
| Trollhättan 148:1                       | Hällristning                |              | Trollhättan, Västergötland |                             | 58.276551, 12.245870 | 10180101480001 | Ladda upp en bild av detta fornminne      |
| Trollhättan 148:2                       | Hällristning                |              | Trollhättan, Västergötland |                             | 58.276548, 12.245825 | 10180101480002 | Ladda upp en bild av detta fornminne      |
| Trollhättan 149:1                       | Hällristning                |              | Trollhättan, Västergötland |                             | 58.274471, 12.245596 | 10180101490001 | Ladda upp en bild av detta fornminne      |
| Trollhättan 150:1                       | Hällristning                |              | Trollhättan, Västergötland |                             | 58.273589, 12.246359 | 10180101500001 | Ladda upp en bild av detta fornminne      |
| Trollhättan 153:1                       | Stensättning                |              | Trollhättan, Västergötland |                             | 58.279356, 12.243820 | 10180101530001 | Ladda upp en bild av detta fornminne      |
| Trollhättan 160:1                       | Stensättning                |              | Trollhättan, Västergötland |                             | 58.265977, 12.240466 | 10180101600001 | Ladda upp en bild av detta fornminne      |
| Trollhättan 161:1                       | Fornborg                    |              | Trollhättan, Västergötland |                             | 58.259662, 12.239200 | 10180101610001 | Ladda upp en bild av detta fornminne      |
| Trollhättan 166:1                       | Stensättning                |              | Trollhättan, Västergötland |                             | 58.278330, 12.262245 | 10180101660001 | Ladda upp en bild av detta fornminne      |
| Trollhättan 170:1                       | Fornborg                    |              | Trollhättan, Västergötland |                             | 58.274924, 12.264613 | 10180101700001 | Ladda upp en bild av detta fornminne      |
| Trollhättan 171:1                       | Hällristning                |              | Trollhättan, Västergötland |                             | 58.280920, 12.253693 | 10180101710001 | Ladda upp en bild av detta fornminne      |
| Trollhättan 171:2                       | Hällristning                |              | Trollhättan, Västergötland |                             | 58.281045, 12.253799 | 10180101710002 | Ladda upp en bild av detta fornminne      |
| Trollhättan 172:1                       | Stensättning                |              | Trollhättan, Västergötland |                             | 58.285447, 12.253428 | 10180101720001 | Ladda upp en bild av detta fornminne      |
| Trollhättan 175:1                       | Stensättning                |              | Trollhättan, Västergötland |                             | 58.293384, 12.240738 | 10180101750001 | Ladda upp en bild av detta fornminne      |
| Trollhättan 181:1                       | Stensättning                |              | Trollhättan, Västergötland |                             | 58.264172, 12.297012 | 10180101810001 | Ladda upp en bild av detta fornminne      |
| Trollhättan 198:1                       | Hällristning                |              | Trollhättan, Västergötland |                             | 58.304079, 12.328785 | 10180101980001 | Ladda upp en bild av detta fornminne      |
| Trollhättan 199:1                       | Hällristning                |              | Trollhättan, Västergötland |                             | 58.322618, 12.307572 | 10180101990001 | Ladda upp en bild av detta fornminne      |
| Trollhättan 235:1                       | Hällristning                |              | Trollhättan, Västergötland |                             | 58.283325, 12.251943 | 10180102350001 | Ladda upp en bild av detta fornminne      |
| Trollhättan 258:1                       | Stensättning                |              | Trollhättan, Västergötland |                             | 58.299643, 12.280102 | 10180102580001 | Ladda upp en bild av detta fornminne      |
| Trollhättan 272                         | Stensättning                |              | Trollhättan, Västergötland |                             | 58.294880, 12.242329 | 12000000055979 | Ladda upp en bild av detta fornminne      |
| Trollhättan 275                         | Stensättning                |              | Trollhättan, Västergötland |                             | 58.294960, 12.242299 | 12000000055982 | Ladda upp en bild av detta fornminne      |
| Trollhättan 288                         | Stensättning                |              | Trollhättan, Västergötland |                             | 58.308055, 12.260002 | 12000000079709 | Ladda upp en bild av detta fornminne      |
| Trollhättan 297                         | Stensättning                |              | Trollhättan, Västergötland |                             | 58.267116, 12.257808 | 12000000121349 | Ladda upp en bild av detta fornminne      |
| Gärdhem 75:1                            | Hällristning                |              | Trollhättan, Västergötland |                             | 58.256560, 12.294296 | 10167900750001 | Ladda upp en bild av detta fornminne      |
| Gärdhem 75:2                            | Hällristning                |              | Trollhättan, Västergötland |                             | 58.256612, 12.294229 | 10167900750002 | Ladda upp en bild av detta fornminne      |
| Gärdhem 150:1                           | Stensättning                |              | Trollhättan, Västergötland |                             | 58.254872, 12.315003 | 10167901500001 | Ladda upp en bild av detta fornminne      |

## Upphärad
| Namn                      | Lämningstyp                 | Tillkomsttid | Historisk indelning     | Plats | Läge                 | ID-nr          | Bild                                 |
| ------------------------- | --------------------------- | ------------ | ----------------------- | ----- | -------------------- | -------------- | ------------------------------------ |
| Upphärad 1:1              | Stenkammargrav              |              | Upphärad, Västergötland |       | 58.130314, 12.254180 | 10181300010001 | Ladda upp en bild av detta fornminne |
| Upphärad 1:2              | Stensättning                |              | Upphärad, Västergötland |       | 58.130519, 12.254722 | 10181300010002 | Ladda upp en bild av detta fornminne |
| Upphärad 2:1              | Stensättning                |              | Upphärad, Västergötland |       | 58.129525, 12.252424 | 10181300020001 | Ladda upp en bild av detta fornminne |
| Trälleborg (Upphärad 3:1) | Fornborg                    |              | Upphärad, Västergötland |       | 58.123785, 12.232049 | 10181300030001 | Ladda upp en bild av detta fornminne |
| Upphärad 7:1              | Begravningsplats            |              | Upphärad, Västergötland |       | 58.166083, 12.285118 | 10181300070001 | Ladda upp en bild av detta fornminne |
| Upphärad 8:1              | Gravfält                    |              | Upphärad, Västergötland |       | 58.166663, 12.282272 | 10181300080001 | Ladda upp en bild av detta fornminne |
| Upphärad 10:1             | Stensättning                |              | Upphärad, Västergötland |       | 58.154139, 12.276470 | 10181300100001 | Ladda upp en bild av detta fornminne |
| Upphärad 11:1             | Stenkrets                   |              | Upphärad, Västergötland |       | 58.162620, 12.293292 | 10181300110001 | Ladda upp en bild av detta fornminne |
| Upphärad 11:2             | Grav markerad av sten/block |              | Upphärad, Västergötland |       | 58.163132, 12.293234 | 10181300110002 | Ladda upp en bild av detta fornminne |
| Upphärad 14:1             | Stensättning                |              | Upphärad, Västergötland |       | 58.157564, 12.321201 | 10181300140001 | Ladda upp en bild av detta fornminne |
| Upphärad 18:1             | Stensättning                |              | Upphärad, Västergötland |       | 58.167530, 12.329570 | 10181300180001 | Ladda upp en bild av detta fornminne |
| Upphärad 22:1             | Gravfält                    |              | Upphärad, Västergötland |       | 58.172706, 12.338108 | 10181300220001 | Ladda upp en bild av detta fornminne |
| Upphärad 23:1             | Stenkammargrav              |              | Upphärad, Västergötland |       | 58.187590, 12.341294 | 10181300230001 | Ladda upp en bild av detta fornminne |
| Upphärad 29:1             | Stensättning                |              | Upphärad, Västergötland |       | 58.199932, 12.321307 | 10181300290001 | Ladda upp en bild av detta fornminne |
| Upphärad 31:1             | Hällristning                |              | Upphärad, Västergötland |       | 58.154383, 12.298492 | 10181300310001 | Ladda upp en bild av detta fornminne |
| Upphärad 32:1             | Hällristning                |              | Upphärad, Västergötland |       | 58.167156, 12.294656 | 10181300320001 | Ladda upp en bild av detta fornminne |
| Upphärad 33:1             | Hällristning                |              | Upphärad, Västergötland |       | 58.169342, 12.296051 | 10181300330001 | Ladda upp en bild av detta fornminne |
| Upphärad 37:1             | Stensättning                |              | Upphärad, Västergötland |       | 58.164400, 12.304229 | 10181300370001 | Ladda upp en bild av detta fornminne |
| Upphärad 42:1             | Hällristning                |              | Upphärad, Västergötland |       | 58.149597, 12.313355 | 10181300420001 | Ladda upp en bild av detta fornminne |
| Upphärad 63:1             | Stensättning                |              | Upphärad, Västergötland |       | 58.150484, 12.325434 | 10181300630001 | Ladda upp en bild av detta fornminne |
| Borgaåsen (Upphärad 91:1) | Fornborg                    |              | Upphärad, Västergötland |       | 58.201943, 12.319954 | 10181300910001 | Ladda upp en bild av detta fornminne |
| Upphärad 115:1            | Stenkrets                   |              | Upphärad, Västergötland |       | 58.157144, 12.326320 | 10181301150001 | Ladda upp en bild av detta fornminne |
| Upphärad 115:2            | Stenkrets                   |              | Upphärad, Västergötland |       | 58.157220, 12.326476 | 10181301150002 | Ladda upp en bild av detta fornminne |
| Upphärad 127:1            | Stensättning                |              | Upphärad, Västergötland |       | 58.149049, 12.310571 | 10181301270001 | Ladda upp en bild av detta fornminne |
| Upphärad 177              | Stensättning                |              | Upphärad, Västergötland |       | 58.146381, 12.306676 | 12000000068208 | Ladda upp en bild av detta fornminne |

## Väne-Åsaka
| Namn             | Lämningstyp    | Tillkomsttid | Historisk indelning       | Plats | Läge                 | ID-nr          | Bild                                      |
| ---------------- | -------------- | ------------ | ------------------------- | ----- | -------------------- | -------------- | ----------------------------------------- |
| Väne-Åsaka 2:1   | Stenkammargrav |              | Väne-Åsaka, Västergötland |       | 58.204833, 12.362907 | 10182000020001 | Ladda upp en bild av detta fornminne      |
| Väne-Åsaka 8:1   | Runristning    |              | Väne-Åsaka, Västergötland |       | 58.216639, 12.424423 | 10182000080001 | Ladda upp en till bild av detta fornminne |
| Väne-Åsaka 11:1  | Stensättning   |              | Väne-Åsaka, Västergötland |       | 58.210767, 12.432472 | 10182000110001 | Ladda upp en bild av detta fornminne      |
| Väne-Åsaka 11:2  | Stensättning   |              | Väne-Åsaka, Västergötland |       | 58.210754, 12.432279 | 10182000110002 | Ladda upp en bild av detta fornminne      |
| Väne-Åsaka 20:1  | Hällristning   |              | Väne-Åsaka, Västergötland |       | 58.233733, 12.412238 | 10182000200001 | Ladda upp en bild av detta fornminne      |
| Väne-Åsaka 23:1  | Röse           |              | Väne-Åsaka, Västergötland |       | 58.260258, 12.423732 | 10182000230001 | Ladda upp en bild av detta fornminne      |
| Väne-Åsaka 30:1  | Stensättning   |              | Väne-Åsaka, Västergötland |       | 58.271022, 12.424948 | 10182000300001 | Ladda upp en bild av detta fornminne      |
| Väne-Åsaka 32:1  | Hällristning   |              | Väne-Åsaka, Västergötland |       | 58.264810, 12.408373 | 10182000320001 | Ladda upp en bild av detta fornminne      |
| Väne-Åsaka 33:1  | Stensättning   |              | Väne-Åsaka, Västergötland |       | 58.265205, 12.408501 | 10182000330001 | Ladda upp en bild av detta fornminne      |
| Väne-Åsaka 33:2  | Hällristning   |              | Väne-Åsaka, Västergötland |       | 58.265205, 12.408501 | 10182000330002 | Ladda upp en bild av detta fornminne      |
| Väne-Åsaka 34:1  | Hällristning   |              | Väne-Åsaka, Västergötland |       | 58.272971, 12.426277 | 10182000340001 | Ladda upp en bild av detta fornminne      |
| Väne-Åsaka 36:1  | Hällristning   |              | Väne-Åsaka, Västergötland |       | 58.274055, 12.428722 | 10182000360001 | Ladda upp en bild av detta fornminne      |
| Väne-Åsaka 38:1  | Stensättning   |              | Väne-Åsaka, Västergötland |       | 58.251586, 12.394771 | 10182000380001 | Ladda upp en bild av detta fornminne      |
| Väne-Åsaka 38:2  | Hällristning   |              | Väne-Åsaka, Västergötland |       | 58.251527, 12.394644 | 10182000380002 | Ladda upp en bild av detta fornminne      |
| Väne-Åsaka 38:3  | Hällristning   |              | Väne-Åsaka, Västergötland |       | 58.251485, 12.394743 | 10182000380003 | Ladda upp en bild av detta fornminne      |
| Väne-Åsaka 38:4  | Hällristning   |              | Väne-Åsaka, Västergötland |       | 58.251515, 12.394856 | 10182000380004 | Ladda upp en bild av detta fornminne      |
| Väne-Åsaka 39:1  | Hällristning   |              | Väne-Åsaka, Västergötland |       | 58.257454, 12.389680 | 10182000390001 | Ladda upp en bild av detta fornminne      |
| Väne-Åsaka 40:1  | Stensättning   |              | Väne-Åsaka, Västergötland |       | 58.278684, 12.433245 | 10182000400001 | Ladda upp en bild av detta fornminne      |
| Väne-Åsaka 43:1  | Gravfält       |              | Väne-Åsaka, Västergötland |       | 58.259104, 12.401787 | 10182000430001 | Ladda upp en bild av detta fornminne      |
| Väne-Åsaka 44:1  | Hällristning   |              | Väne-Åsaka, Västergötland |       | 58.281919, 12.439524 | 10182000440001 | Ladda upp en bild av detta fornminne      |
| Väne-Åsaka 44:2  | Hällristning   |              | Väne-Åsaka, Västergötland |       | 58.281848, 12.439871 | 10182000440002 | Ladda upp en bild av detta fornminne      |
| Väne-Åsaka 45:1  | Hällristning   |              | Väne-Åsaka, Västergötland |       | 58.283483, 12.440727 | 10182000450001 | Ladda upp en bild av detta fornminne      |
| Väne-Åsaka 46:1  | Hällristning   |              | Väne-Åsaka, Västergötland |       | 58.282383, 12.454303 | 10182000460001 | Ladda upp en bild av detta fornminne      |
| Väne-Åsaka 46:2  | Hällristning   |              | Väne-Åsaka, Västergötland |       | 58.282383, 12.454303 | 10182000460002 | Ladda upp en bild av detta fornminne      |
| Väne-Åsaka 48:1  | Hällristning   |              | Väne-Åsaka, Västergötland |       | 58.270721, 12.443086 | 10182000480001 | Ladda upp en bild av detta fornminne      |
| Väne-Åsaka 48:2  | Hällristning   |              | Väne-Åsaka, Västergötland |       | 58.270541, 12.442805 | 10182000480002 | Ladda upp en bild av detta fornminne      |
| Väne-Åsaka 49:1  | Röse           |              | Väne-Åsaka, Västergötland |       | 58.268799, 12.450561 | 10182000490001 | Ladda upp en bild av detta fornminne      |
| Väne-Åsaka 50:1  | Hög            |              | Väne-Åsaka, Västergötland |       | 58.260367, 12.403173 | 10182000500001 | Ladda upp en bild av detta fornminne      |
| Väne-Åsaka 51:1  | Hällristning   |              | Väne-Åsaka, Västergötland |       | 58.261209, 12.402940 | 10182000510001 | Ladda upp en bild av detta fornminne      |
| Väne-Åsaka 51:2  | Hällristning   |              | Väne-Åsaka, Västergötland |       | 58.261209, 12.402940 | 10182000510002 | Ladda upp en bild av detta fornminne      |
| Väne-Åsaka 60:1  | Stensättning   |              | Väne-Åsaka, Västergötland |       | 58.251738, 12.485474 | 10182000600001 | Ladda upp en bild av detta fornminne      |
| Väne-Åsaka 67:1  | Hällristning   |              | Väne-Åsaka, Västergötland |       | 58.280990, 12.461344 | 10182000670001 | Ladda upp en bild av detta fornminne      |
| Väne-Åsaka 76:1  | Hällristning   |              | Väne-Åsaka, Västergötland |       | 58.269825, 12.441803 | 10182000760001 | Ladda upp en bild av detta fornminne      |
| Väne-Åsaka 81:1  | Hällristning   |              | Väne-Åsaka, Västergötland |       | 58.285213, 12.456439 | 10182000810001 | Ladda upp en bild av detta fornminne      |
| Väne-Åsaka 84:1  | Hällristning   |              | Väne-Åsaka, Västergötland |       | 58.285809, 12.445962 | 10182000840001 | Ladda upp en bild av detta fornminne      |
| Väne-Åsaka 84:2  | Hällristning   |              | Väne-Åsaka, Västergötland |       | 58.285809, 12.445962 | 10182000840002 | Ladda upp en bild av detta fornminne      |
| Väne-Åsaka 92:1  | Hällristning   |              | Väne-Åsaka, Västergötland |       | 58.281759, 12.460994 | 10182000920001 | Ladda upp en bild av detta fornminne      |
| Väne-Åsaka 93:1  | Stensättning   |              | Väne-Åsaka, Västergötland |       | 58.283296, 12.446625 | 10182000930001 | Ladda upp en bild av detta fornminne      |
| Väne-Åsaka 94:1  | Stensättning   |              | Väne-Åsaka, Västergötland |       | 58.262736, 12.436862 | 10182000940001 | Ladda upp en bild av detta fornminne      |
| Väne-Åsaka 111:1 | Stenkammargrav |              | Väne-Åsaka, Västergötland |       | 58.254393, 12.474582 | 10182001110001 | Ladda upp en bild av detta fornminne      |
| Väne-Åsaka 120:1 | Hällristning   |              | Väne-Åsaka, Västergötland |       | 58.256701, 12.442459 | 10182001200001 | Ladda upp en bild av detta fornminne      |
| Väne-Åsaka 120:2 | Hällristning   |              | Väne-Åsaka, Västergötland |       | 58.256641, 12.442298 | 10182001200002 | Ladda upp en bild av detta fornminne      |
| Väne-Åsaka 122:1 | Hällristning   |              | Väne-Åsaka, Västergötland |       | 58.242348, 12.416667 | 10182001220001 | Ladda upp en bild av detta fornminne      |
| Väne-Åsaka 123:1 | Hällristning   |              | Väne-Åsaka, Västergötland |       | 58.242926, 12.427857 | 10182001230001 | Ladda upp en bild av detta fornminne      |
| Väne-Åsaka 130:1 | Hällristning   |              | Väne-Åsaka, Västergötland |       | 58.272616, 12.424136 | 10182001300001 | Ladda upp en bild av detta fornminne      |
| Väne-Åsaka 139:1 | Hällristning   |              | Väne-Åsaka, Västergötland |       | 58.264160, 12.405178 | 10182001390001 | Ladda upp en bild av detta fornminne      |
| Väne-Åsaka 142:1 | Hällristning   |              | Väne-Åsaka, Västergötland |       | 58.252993, 12.387153 | 10182001420001 | Ladda upp en bild av detta fornminne      |
| Väne-Åsaka 147:1 | Stensättning   |              | Väne-Åsaka, Västergötland |       | 58.254173, 12.389818 | 10182001470001 | Ladda upp en bild av detta fornminne      |
| Väne-Åsaka 147:2 | Stensättning   |              | Väne-Åsaka, Västergötland |       | 58.254301, 12.390105 | 10182001470002 | Ladda upp en bild av detta fornminne      |
| Väne-Åsaka 148:1 | Hällristning   |              | Väne-Åsaka, Västergötland |       | 58.255130, 12.383839 | 10182001480001 | Ladda upp en bild av detta fornminne      |
| Väne-Åsaka 152:1 | Hällristning   |              | Väne-Åsaka, Västergötland |       | 58.254723, 12.444985 | 10182001520001 | Ladda upp en bild av detta fornminne      |
| Väne-Åsaka 153:2 | Hällristning   |              | Väne-Åsaka, Västergötland |       | 58.254712, 12.445954 | 10182001530002 | Ladda upp en bild av detta fornminne      |
| Väne-Åsaka 154:1 | Stensättning   |              | Väne-Åsaka, Västergötland |       | 58.249722, 12.389215 | 10182001540001 | Ladda upp en bild av detta fornminne      |
| Väne-Åsaka 155:1 | Hällristning   |              | Väne-Åsaka, Västergötland |       | 58.253679, 12.383283 | 10182001550001 | Ladda upp en bild av detta fornminne      |
| Väne-Åsaka 159:1 | Hällristning   |              | Väne-Åsaka, Västergötland |       | 58.250634, 12.381537 | 10182001590001 | Ladda upp en bild av detta fornminne      |
| Väne-Åsaka 162:1 | Hällristning   |              | Väne-Åsaka, Västergötland |       | 58.231696, 12.406401 | 10182001620001 | Ladda upp en bild av detta fornminne      |
| Väne-Åsaka 165:1 | Stensättning   |              | Väne-Åsaka, Västergötland |       | 58.233205, 12.407647 | 10182001650001 | Ladda upp en bild av detta fornminne      |
| Väne-Åsaka 193:1 | Hällristning   |              | Väne-Åsaka, Västergötland |       | 58.230480, 12.403036 | 10182001930001 | Ladda upp en bild av detta fornminne      |
| Väne-Åsaka 215:1 | Hällristning   |              | Väne-Åsaka, Västergötland |       | 58.254846, 12.446528 | 10182002150001 | Ladda upp en bild av detta fornminne      |
| Väne-Åsaka 258:1 | Stensättning   |              | Väne-Åsaka, Västergötland |       | 58.287264, 12.445679 | 10182002580001 | Ladda upp en bild av detta fornminne      |